# 6209 Schwaben
A 6209 Schwaben (ideiglenes jelöléssel 1990 TF4) a Naprendszer kisbolygóövében található aszteroida. Freimut Börngen és Lutz Schmadel fedezte fel 1990. október 12-én.